# (18063) 1999 XW211
(18063) 1999 XW211 è un asteroide troiano di Giove del campo greco. Scoperto nel 1999, presenta un'orbita caratterizzata da un semiasse maggiore pari a 5,165973 UA e da un'eccentricità di 0,057524, inclinata di 17,973736° rispetto all'eclittica. Ha un diametro di 31,122 km e un'albedo di 0,073.